# Dietrich Hasse
Pour les articles homonymes, voir Hasse.
Pas d'image ? Cliquez ici
Dietrich Hasse, né le 24 mars 1933 à Dresde et mort le 19 avril 2022 à Prien am Chiemsee, est un alpiniste allemand spécialiste des Dolomites.

## Biographie
Dietrich Hasse commence à grimper dans l'Elbsandsteingebirge dès 1950. C'est dans les Dolomites qu'il réussit, à partir de 1950, une importante série de premières. Mais pour ouvrir certains itinéraires, Hasse a recours aux pitons à expansion, fort décriés à l'époque et lui permettant de franchir des surplombs considérés comme insurmontables. Il ouvre également de nombreuses voies dans le massif de Brenta et en particulier à la Cima d'Ambiez en compagnie de Claudio Barbier et Heinz Steinkötter.
Installé à Munich, Dietrich Hasse s'est investi dans l'étude des procédés d'assurage dynamique.

## Ascensions
- 1958 - Directissime à la Paroi Rouge de la Roda di Vael avec Lothar Brandler
- 1958 - Directissime à la face nord de la Cima Grande ou « Grande cime » (2 999 m), la plus élevée et centrale cime des Tre Cime di Lavaredo, avec Lothar Brandler
- 1959 - Face sud de la Torre Innerkofler (Sassolungo) avec Sepp Schrott

## Expéditions
- 1960 - Expédition dans l'Hindou Kouch central
- 1969 - Ascension de l'Illampu